# Stephen Quinn
Stephen Quinn (ur. 4 kwietnia 1986 w Dublinie) – irlandzki piłkarz występujący na pozycji pomocnika w Reading.